# Ksenija Fadeeva
Ksenija Vladislavovna Fadeeva (in russo Ксения Владиславовна Фадеева?; Tomsk, 2 febbraio 1992) è una politica russa, esponente dell'opposizione a Putin, ex coordinatrice regionale del quartier generale di Aleksej Naval'nyj a Tomsk, e membro delle collegate organizzazioni, il partito Russia del Futuro e Fondazione Anti-corruzione.
È stata anche coordinatrice del movimento GOLOS nella sua città, e membro di Solidarnost'.
Condannata a 9 anni di prigione nel 2023 per "organizzazione di una comunità estremista", reato di cui sono stati accusati molti militanti e dirigenti del suo partito da parte del governo russo per la loro opposizione democratica al regime, è stata liberata con altri 15 detenuti in uno scambio di prigionieri con gli Stati Uniti e l'occidente nell'agosto 2024.

## Biografia
Fadeeva si è laureata presso la Facoltà di Diritto Internazionale dell'Università Statale di Tomsk, sua città natale in Siberia, nel 2014. Durante gli anni da studentessa, ha partecipato attivamente a picchetti e raduni, ed è stata ripetutamente arrestata e perseguitata per aver espresso le sue opinioni. Si è dedicata anche alla causa degli animali abbandonati. Nel 2015, è diventata la coordinatrice regionale del movimento Golos (Movimento per i Diritti degli Elettori, dichiarato poi "organizzazione indesiderabile"), e in seguito militante e dirigente locale del partito di Naval'nyj e coordinatrice di Navalny Headquarters, ha cominciato a lavorare per la Fondazione Anti-corruzione.
Nel 2020, ha vinto le elezioni locali nelle liste di Russia del Futuro ed è stata eletta come deputata al consiglio comunale (Duma comunale) di Tomsk.
Nel 2021, quando la Fondazione per la Lotta alla Corruzione (FBK) di Naval'nyj è stata dichiarata "organizzazione estremista" e sciolta con le altre organizzazioni collegate, molti ex coordinatori e dipendenti degli uffici regionali della campagna elettorale di Aleksej Naval'nyj hanno rischiato di essere perseguitati. Alla fine di dicembre 2021, l'abitazione di Fadeeva è stata perquisita e lei è stata arrestata. Per decisione del Tribunale distrettuale di Kirovsky a Tomsk, Fadeeva è stata poi rilasciata ma sottoposta a misure restrittive preventive agli arresti domiciliari (braccialetto elettronico, divieto di uscire e utilizzare internet). Liberata con restrizioni di movimento, a ottobre 2023 è stata nuovamente sottoposta a misure di controllo ai domiciliari dopo l'inizio del processo in agosto; a novembre 2023 è stata trasferita dagli arresti domiciliari ad un centro di detenzione preventiva.
Altri ex dipendenti del quartier generale di Navalny che avevano stretto un accordo di patteggiamento hanno agito come testimoni dell'accusa. La pubblica accusa ha presentato prove in 25 udienze in diversi mesi, mentre alla difesa sono stati concessi solo quattro giorni. Fadeeva ha rinunciato alla possibilità di ottenere la libertà testimoniando contro il partito di Naval'nyj e accusandolo di "estremismo", accusa che quindi venne mossa anche a lei.
Il 29 dicembre 2023, dopo un processo a porte chiuse, Fadeeva è stata condannata dal tribunale di Tomsk a 9 anni di carcere per "aver organizzato una comunità estremista sfruttando la sua posizione ufficiale" e "aver promosso la creazione di una ONLUS che viola la personalità e i diritti dei cittadini". Le è stata inoltre inflitta una multa di 500.000 rubli (5.500 dollari). La sentenza è stata ampiamente condannata e percepita come motivata politicamente, basata non su azioni effettive di Fadeeva ma sulla sua associazione con il gruppo di Navalny, e il suo avvocato ha ricevuto minacce di ritorsione penale. Mentre era ancora a Tomsk in isolamento, a febbraio ha appreso della morte di Navalny in una prigione oltre il circolo polare. Nel maggio 2024, Julija Naval'naja, vedova di Naval'nyj in esilio in Germania, ha annunciato che avrebbe donato parte del denaro del Premio Dresda, assegnato a suo marito, alle famiglie delle prigioniere politiche del partito Ksenia Fadeeva e Lilija Čanyševa; è stato riferito che la famiglia di Ksenia Fadeeva ha rifiutato questo aiuto finanziario, probabilmente per non compromettersi con le autorità. L'associazione Memorial l'ha designata come prigioniera politica. A giugno è stata dichiarata decaduta dalla carica di deputato municipale. È stata trasferita a luglio nella vicina colonia penale a regime generale di Novosibirsk in Siberia. 
Dopo un trasferimento a Lefortovo (Mosca) alla fine di luglio, Fadeeva è stata rilasciata come uno dei 26 prigionieri nell'ambito dello scambio di Ankara tra Russia e Stati Uniti con altri paesi occidentali del 1° agosto 2024, assieme ad altri 15 detenuti politici russi e stranieri tra cui Vladimir Kara-Murza, Il'ja Jašin, Aleksandra Skochilenko, Lilija Čanyševa, Oleg Orlov, Paul Whelan, Alsu Kurmasheva ed Evan Gershkovich.
Vive in esilio a Vilnius in Lituania (dove risiedono anche altri dissidenti russi, tra cui gli ex collaboratori di Naval'nyj Ivan Ždanov e Leonid Volkov), anche se le è stato restituito in seguito il passaporto russo.